# 중성미자 없는 이중 베타 붕괴
중성미자 없는 이중 베타 붕괴(영어: Neutrinoless double beta decay, 0νββ)는 중성미자 입자가 마요라나 본성을 가짐을 증명하는 데 제안되고 실험적으로 연구되는 이론적인 방사성 붕괴 과정이다. 현재까지 발견되지 않았다.
중성미자 없는 이중 베타 붕괴의 발견은 중성미자의 절대 질량과 그 질량 계층(중성미자 질량)에 대한 실마리를 제공할 수 있다. 이는 경입자수 보존 법칙 위반의 첫 번째 신호가 될 것이다. 중성미자의 마요라나 본성은 중성미자가 자기 자신의 반입자임을 확인할 것이다.
중성미자 없는 이중 베타 붕괴를 찾기 위해 현재 여러 실험이 진행 중이며, 민감도 향상을 위한 여러 미래 실험도 제안되어 있다.

## 역사
이탈리아의 물리학자 에토레 마요라나는 1937년 입자가 자기 자신의 반입자라는 개념을 처음 도입했다. 이러한 본성을 가진 입자들은 나중에 그를 따라 마요라나 입자라고 명명되었다.
1939년, 웬델 H. 퍼리는 베타 붕괴와 관련된 중성미자의 마요라나 본성 개념을 제안했다. 퍼리는 중성미자 없는 이중 베타 붕괴의 전이 확률이 더 높다고 밝혔다. 이것은 경입자수 보존 법칙의 위반을 탐색하기 위해 제안된 최초의 아이디어였다. 그 이후로 중성미자의 본성을 연구하는 데 유용하다는 이유로 주목을 받았다(인용문 참조).
[T]he 0ν mode [...] which violates the lepton number and has been recognized since a long time as a powerful tool to test neutrino properties. 
 — 올리비에로 크레모네시

## 물리적 의의

### 재래식 이중 베타 붕괴
중성미자는 일반적으로 약한 붕괴에서 생성된다. 약한 베타 붕괴는 일반적으로 하나의 전자 (또는 양전자)를 생성하고, 반중성미자 (또는 중성미자)를 방출하며 원자핵의 양성자수 {\displaystyle Z}를 하나 증가 (또는 감소)시킨다. 그러면 핵의 질량(즉, 결합 에너지)이 더 낮아지고 따라서 더 유리해진다. 더 낮은 질량의 핵으로 붕괴할 수 있는 여러 원소가 존재하지만, 그 결과 핵이 운동학적으로(즉, 에너지 측면에서) 불리하기 때문에(에너지가 더 높아질 것이기 때문에) 하나의 전자만 방출할 수 없다. 이러한 핵은 두 개의 전자를 방출함으로써만 붕괴할 수 있다(즉, 이중 베타 붕괴를 통해). 이중 베타 붕괴를 통해서만 붕괴할 수 있는 핵은 약 12개 정도가 확인되었다. 해당 붕괴 방정식은 다음과 같다.
{\displaystyle (A,Z)\rightarrow (A,Z+2)+2e^{-}+2{\bar {\nu }}_{e}}.
이것은 2차의 약한 과정이다. 동일한 핵에서 두 핵자의 동시 붕괴는 극히 희박하다. 따라서 이러한 붕괴 과정의 실험적으로 관찰된 수명은 {\displaystyle 10^{18}-10^{21}}년 범위이다. 이미 여러 동위 원소에서 이러한 두-중성미자 이중 베타 붕괴가 관찰되었다.
이 재래식 이중 베타 붕괴는 입자물리학의 표준 모형에서 허용된다. 따라서 이론적 및 실험적 기반을 모두 갖추고 있다.

### 개요

중성미자 없는 이중 베타 붕괴의 파인만 도형. 여기서 두 중성자는 두 양성자와 두 전자로 붕괴하지만, 최종 상태에는 중성미자가 없다. 이 메커니즘의 존재는 중성미자가 마요라나 입자여야 함을 요구한다.

중성미자의 본성이 마요라나 입자라면, 중성미자는 동일한 과정에서 방출되고 흡수될 수 있으며 해당 최종 상태에는 나타나지 않는다. 디랙 입자로서, W보손의 붕괴에 의해 생성된 중성미자는 모두 방출되며, 이후 흡수되지 않는다.
중성미자 없는 이중 베타 붕괴는 다음과 같은 경우에만 발생할 수 있다.
- 중성미자 입자가 마요라나 입자인 경우,[11] 그리고
- 약한 경입자 전류에 오른손잡이 성분이 존재하거나 중성미자가 방출과 흡수 사이(두 W 정점 사이)에서 손쓰임을 변경할 수 있는 경우로, 이는 0이 아닌 중성미자 질량(적어도 하나의 중성미자 종류에 대해)에 대해 가능하다.[1]

가장 간단한 붕괴 과정은 가벼운 중성미자 교환으로 알려져 있다. 이는 한 핵자에서 방출되어 다른 핵자에 흡수되는 하나의 중성미자를 특징으로 한다(오른쪽 그림 참조). 최종 상태에는 핵(변경된 양성자수 {\displaystyle Z}를 가진)과 두 전자만이 남아 있다.
{\displaystyle (A,Z)\rightarrow (A,Z+2)+2e^{-}}
두 전자는 거의 동시에 방출된다.
결과적으로 두 전자는 최종 상태에서 방출되는 유일한 입자이며, 대략 과정 전후 두 핵의 결합 에너지 합의 차이를 운동 에너지로 가져야 한다. 무거운 핵은 유의미한 운동 에너지를 가지지 않는다.
이 경우 붕괴율은 다음과 같이 계산할 수 있다.
{\displaystyle \Gamma _{\beta \beta }^{0\nu }={\frac {1}{T_{\beta \beta }^{0\nu }}}=G^{0\nu }\cdot \left|M^{0\nu }\right|^{2}\cdot \langle m_{\beta \beta }\rangle ^{2}},
여기서 {\displaystyle G^{0\nu }}는 위상 공간 요인을, {\displaystyle \left|M^{0\nu }\right|^{2}}는 이 핵 붕괴 과정의 (제곱된) 행렬 원소를 (파인만 도형에 따라), 그리고 {\displaystyle \langle m_{\beta \beta }\rangle ^{2}}는 유효 마요라나 질량의 제곱을 나타낸다.
첫째, 유효 마요라나 질량은 다음과 같이 얻을 수 있다.
{\displaystyle \langle m_{\beta \beta }\rangle =\sum _{i}U_{ei}^{2}m_{i}},
여기서 {\displaystyle m_{i}}는 마요라나 중성미자 질량(세 개의 중성미자 {\displaystyle \nu _{i}})이고 {\displaystyle U_{ei}}는 중성미자 혼합 행렬 {\displaystyle U}의 원소이다(PMNS 행렬 참조). 중성미자 없는 이중 베타 붕괴를 찾기 위한 현대 실험들(실험 및 결과 섹션 참조)은 중성미자의 마요라나 본성을 증명하고 이 유효 마요라나 질량 {\displaystyle \langle m_{\beta \beta }\rangle }를 측정하는 것을 목표로 한다(붕괴가 실제로 중성미자 질량에 의해 생성되는 경우에만 가능하다).
핵 행렬 원소(NME) {\displaystyle \left|M^{0\nu }\right|}는 독립적으로 측정될 수 없지만, 계산되어야 하며 계산될 수 있다. 계산 자체는 정교한 핵 다체 이론에 의존하며 이를 수행하는 여러 방법이 존재한다. NME {\displaystyle \left|M^{0\nu }\right|}는 핵마다(즉, 화학 원소마다) 다르다. 오늘날 NME 계산은 중요한 문제이며, 다양한 저자들이 다양한 방식으로 다루고 있다. 한 가지 질문은 {\displaystyle \left|M^{0\nu }\right|}에 대해 얻은 값의 범위를 이론적 불확실성으로 취급해야 하는지, 그리고 이것이 통계적 불확실성으로 이해되어야 하는지 여부이다. 여기서는 다양한 접근 방식이 선택되고 있다. {\displaystyle \left|M^{0\nu }\right|}에 대해 얻은 값은 종종 2배에서 약 5배까지 다양하다. 전형적인 값은 붕괴하는 핵/원소에 따라 약 0.9에서 14까지의 범위에 있다.
마지막으로, 위상 공간 요인 {\displaystyle G^{0\nu }}도 계산되어야 한다. 이는 총 방출되는 운동 에너지({\displaystyle Q=M_{\text{nucleus}}^{\text{before}}-M_{\text{nucleus}}^{\text{after}}-2m_{\text{electron}}}, 즉 "{\displaystyle Q} 값")와 원자 번호 {\displaystyle Z}에 따라 달라진다. 방법론은 디랙 파동 함수, 유한한 핵 크기 및 전자 차폐를 사용한다. 다양한 핵에 대한 {\displaystyle G^{0\nu }}의 고정밀 결과가 존재하며, 약 0.23( {\displaystyle \mathrm {^{128}_{52}Te\rightarrow _{54}^{128}Xe} }의 경우), 0.90({\displaystyle \mathrm {^{76}_{32}Ge\rightarrow _{34}^{76}Se} })에서 약 24.14({\displaystyle \mathrm {^{150}_{60}Nd\rightarrow _{62}^{150}Sm} })까지 다양하다.
특정 조건(중성미자 질량 및 혼합에 대한 실험적 지식 기반 예측과 일치하는 붕괴율)에서 중성미자 없는 이중 베타 붕괴가 발견된다면, 이는 실제로 마요라나 중성미자가 주요 매개체임을 "확실하게" 시사할 것으로 믿어진다(다른 새로운 물리 소스가 아니라). 중성미자 없는 이중 베타 붕괴를 겪을 수 있는 핵은 35개이다(앞서 언급된 붕괴 조건에 따르면).

## 실험 및 결과
중성미자 없는 이중 베타 붕괴를 확인하기 위한 실험에서 9가지 다른 핵 후보가 고려되고 있다: {\displaystyle \mathrm {^{48}Ca,^{76}Ge,^{82}Se,^{96}Zr,^{100}Mo,^{116}Cd,^{130}Te,^{136}Xe,^{150}Nd} }. 이들 모두는 실험에 사용되는 것에 대한 장단점을 가지고 있다. 포함되고 검토되어야 할 요인으로는 자연 존재비, 합리적인 가격의 농축, 그리고 잘 이해되고 통제된 실험 기술이 있다. {\displaystyle Q} 값이 높을수록 원칙적으로 발견 가능성이 좋다. 위상 공간 요인 {\displaystyle G^{0\nu }}와 따라서 붕괴율은 {\displaystyle Q^{5}}에 따라 증가한다.
실험적으로 흥미롭고 따라서 측정되는 것은 방출된 두 전자의 운동 에너지 합이다. 이는 중성미자 없는 이중 베타 방출에 대한 해당 핵의 {\displaystyle Q} 값과 같아야 한다.
표는 현재 0νββ 수명의 가장 좋은 한계값을 요약한 것이다. 이를 통해 중성미자 없는 이중 베타 붕괴가 발생한다면 극히 드문 과정임을 추론할 수 있다.
| 동위 원소                           | 실험                  | 수명 {\displaystyle T_{\beta \beta }^{0\nu }} [년] |
| ----------------------------------- | --------------------- | -------------------------------------------------- |
| {\displaystyle \mathrm {^{48}Ca} }  | ELEGANT-VI            | {\displaystyle >1.4\cdot 10^{22}}                  |
| {\displaystyle \mathrm {^{76}Ge} }  | 하이델베르크-모스크바 | {\displaystyle >1.9\cdot 10^{25}}                  |
| {\displaystyle \mathrm {^{76}Ge} }  | GERDA                 | {\displaystyle >1.8\cdot 10^{26}}                  |
| {\displaystyle \mathrm {^{76}Ge} }  | MAJORANA              | {\displaystyle >8.3\cdot 10^{25}}                  |
| {\displaystyle \mathrm {^{82}Se} }  | NEMO-3                | {\displaystyle >1.0\cdot 10^{23}}                  |
| {\displaystyle \mathrm {^{82}Se} }  | CUPID-0               | {\displaystyle >4.6\cdot 10^{24}}                  |
| {\displaystyle \mathrm {^{96}Zr} }  | NEMO-3                | {\displaystyle >9.2\cdot 10^{21}}                  |
| {\displaystyle \mathrm {^{100}Mo} } | NEMO-3                | {\displaystyle >2.1\cdot 10^{25}}                  |
| {\displaystyle \mathrm {^{116}Cd} } | Solotvina             | {\displaystyle >1.7\cdot 10^{23}}                  |
| {\displaystyle \mathrm {^{128}Te} } | CUORE                 | {\displaystyle >3.6\cdot 10^{24}}                  |
| {\displaystyle \mathrm {^{130}Te} } | CUORE                 | {\displaystyle >2.2\cdot 10^{25}}                  |
| {\displaystyle \mathrm {^{136}Xe} } | EXO                   | {\displaystyle >3.5\cdot 10^{25}}                  |
| {\displaystyle \mathrm {^{136}Xe} } | KamLAND-Zen           | {\displaystyle >2.3\cdot 10^{26}}                  |
| {\displaystyle \mathrm {^{150}Nd} } | NEMO-3                | {\displaystyle >2.1\cdot 10^{25}}                  |

### 하이델베르크-모스크바 공동 연구
독일 막스 플랑크 핵물리 연구소와 모스크바의 러시아 과학 센터인 쿠르차토프 연구소의 소위 "하이델베르크-모스크바 공동 연구" (HDM; 1990-2003)는 "중성미자 없는 이중 베타 붕괴의 증거"를 발견했다고 주장하여 유명하다(하이델베르크-모스크바 논란). 처음에 2001년 이 공동 연구는 2.2σ 또는 3.1σ (사용된 계산 방법에 따라 다름)의 증거를 발표했다. 붕괴율은 약 {\displaystyle 2\cdot 10^{25}}년으로 밝혀졌다. 이 결과는 많은 과학자와 저자들 사이에서 논의의 대상이 되어 왔다. 현재까지 다른 어떤 실험도 HDM 그룹의 결과를 확인하거나 승인하지 않았다. 대신, GERDA 실험의 최근 수명 한계 결과는 HDM 공동 연구의 값들을 명백히 지지하지 않고 거부한다.
중성미자 없는 이중 베타 붕괴는 아직 발견되지 않았다.

### GERDA (저마늄 검출기 배열) 실험
저마늄 검출기 배열 (GERDA) 공동 연구의 검출기 1단계 결과는 {\displaystyle T_{\beta \beta }^{0\nu }>2.1\cdot 10^{25}}년 (90% C.L.)의 한계값이었다. 이 실험은 저마늄을 원천 물질이자 검출기 물질로 사용했다. 액체 아르곤은 뮤온 차폐 및 배경 방사선 차폐에 사용되었다. 0νββ 붕괴에 대한 76
Ge의 {\displaystyle Q} 값은 2039 keV였지만, 이 영역에서 이벤트 초과가 발견되지 않았다. 실험의 2단계는 2015년에 데이터 수집을 시작했으며, 검출기를 위해 약 36 kg의 저마늄을 사용했다. 2020년 7월까지 분석된 노출량은 10.8 kg yr였다. 다시 신호가 발견되지 않아 새로운 한계값이 {\displaystyle T_{\beta \beta }^{0\nu }>5.3\cdot 10^{25}}년 (90% C.L.)으로 설정되었다. 검출기는 해체되었고 2020년 12월 최종 결과를 발표했다. 중성미자 없는 이중 베타 붕괴는 관찰되지 않았다. 후속 실험은 LEGEND로, 동일한 기술을 사용하여 더 긴 수명에 대한 민감도를 달성한다.

### EXO(풍화 제논 관측소) 실험
풍화 제논 관측소-200 실험은 제논을 원천 물질이자 검출기로 사용한다. 이 실험은 미국 뉴멕시코에 위치하며, 전자 트랙 침적의 3차원 공간 및 시간 해상도를 위해 시간 투영실 (TPC)을 사용한다. EXO-200 실험은 {\displaystyle T_{\beta \beta }^{0\nu }>3.5\cdot 10^{25}}년 (90% C.L.)의 수명 한계값을 산출했다. 이를 유효 마요라나 질량으로 환산하면, GERDA I 및 II에 의해 얻어진 것과 동일한 수준의 한계값이다.

### 현재 데이터 수집 중인 실험
- CUORE (Cryogenic Underground Observatory for Rare Events) 실험:
  - CUORE 실험은 988개의 초저온 TeO2 결정 배열(총 질량 206 kg의 {\displaystyle \mathrm {^{130}Te} })로 구성되어 있으며, 방출된 베타 입자를 검출하고 붕괴의 원천으로 사용되는 볼로미터 역할을 한다. CUORE는 그란 사쏘 국립 연구소 지하에 위치하며 2017년 첫 물리 데이터 수집을 시작했다.[27] CUORE는 2020년 372.5 kg⋅yr의 총 노출량으로 {\displaystyle \mathrm {^{130}Te} }에서 중성미자 없는 이중 베타 붕괴를 탐색한 결과를 발표했으며, 0νββ 붕괴에 대한 증거를 찾지 못하고 90% 신뢰 수준 베이즈 하한 {\displaystyle T_{\beta \beta }^{0\nu }>3.2\cdot 10^{25}}년을 설정했다.[28] 2022년 4월에는 동일한 신뢰 수준에서 {\displaystyle T_{\beta \beta }^{0\nu }>2.2\cdot 10^{25}}년의 새로운 한계가 설정되었다.[29][30] 이 실험은 꾸준히 데이터를 수집하고 있으며, 2024년까지 물리 프로그램을 완료할 것으로 예상된다.
- KamLAND-Zen (Kamioka Liquid Scintillator Antineutrino Detector-Zen) 실험:
  - KamLAND-Zen 실험은 직경 13 m의 액체 섬광 물질 외부 풍선으로 둘러싸인 나일론 풍선 안에 약 320 kg의 {\displaystyle \mathrm {^{136}Xe} }로 농축된 13톤의 제논을 원천으로 사용하기 시작했다.[23] 2011년에 시작된 KamLAND-Zen 1단계는 데이터 수집을 시작하여 중성미자 없는 이중 베타 붕괴의 수명에 대한 한계값을 {\displaystyle T_{\beta \beta }^{0\nu }>1.9\cdot 10^{25}}년 (90% C.L.)으로 설정하는 데 이르렀다.[23] 이 한계값은 2단계 데이터(2013년 12월 데이터 수집 시작)와 결합하여 {\displaystyle T_{\beta \beta }^{0\nu }>2.6\cdot 10^{25}}년 (90% C.L.)으로 개선될 수 있었다.[23] 2단계에서는 특히 {\displaystyle \mathrm {^{136}Xe} }의 0νββ 붕괴 관심 영역에서 측정치를 방해하던 {\displaystyle \mathrm {^{110m}Ag} }의 붕괴를 줄이는 데 성공했다.[23] 2016년 8월, 800 kg의 {\displaystyle \mathrm {^{136}Xe} }[31]를 포함하는 KamLAND-Zen 800이 완료되어 {\displaystyle T_{\beta \beta }^{0\nu }>1.07\cdot 10^{26}}년 (90% C.L.)의 한계값을 보고했다.[32][33][34] 2023년에는 한계값이 {\displaystyle T_{\beta \beta }^{0\nu }>2.3\cdot 10^{26}}년 (90% C.L.)으로 개선되었다.[20][35]
- LEGEND[26]
  - LEGEND 실험은 약 90% 76Ge로 농축된 고순도 저마늄 검출기로 구성되어 있으며, 액체 아르곤 저온 유지 장치에 담겨 있어 그 섬광광이 외부 배경 사건에 대한 배제기로 작용한다. LEGEND 실험은 GERDA 및 MAJORANA DEMONSTRATOR[36] 실험의 후속이다.

### 제안된/미래 실험
- nEXO 실험:
  - EXO-200의 후속작인 nEXO는 톤 규모의 실험으로, 다음 세대의 0νββ 실험의 일부가 될 예정이다.[37] 검출기 물질은 약 5톤으로 계획되어 있으며, {\displaystyle Q} 값에서 1%의 에너지 분해능을 제공할 예정이다.[37] 이 실험은 10년간의 데이터 수집 후 약 {\displaystyle T_{\beta \beta }^{0\nu }>1.35\cdot 10^{28}}년의 수명 민감도를 제공할 것으로 예상된다.[38]
- SuperNEMO
- NuDoubt++:
  - NuDoubt⁺⁺ 실험은 두-중성미자 및 중성미자 없는 양의 이중 약한 붕괴(2β⁺/ECβ⁺) 측정을 목표로 한다.[39] 이 실험은 하이브리드 및 불투명 섬광체를 새로운 광 판독 기술과 결합한 새로운 검출기 개념을 기반으로 한다.[40] 이 기술은 특히 양전자(β⁺) 신호를 검출하는 데 적합하다. 첫 번째 단계에서 NuDoubt⁺⁺는 농축된 Kr-78 가스를 고압으로 채운 상태에서 작동할 예정이다. 이 실험은 1톤-주 노출 내에서 Kr-78의 두-중성미자 양의 이중 약한 붕괴 모드를 발견할 것으로 예상하며[40] 현재 실험적 한계에 비해 수십 배 향상된 유의미도로 중성미자 없는 양의 이중 약한 붕괴 모드를 탐색할 수 있다. 1톤-주 노출 후, Kr-78에 대해 {\displaystyle T_{\beta +\beta +}^{0\nu }>10^{24}}년 (90% C.L.)의 반감기 민감도가 예상된다.[40] 나중 단계에서는 Xe-124 및 Cd-106에서의 양의 이중 약한 붕괴를 탐색할 수도 있다.

## 중성미자 없는 뮤온 변환
뮤온은 {\displaystyle \mu ^{+}\to e^{+}+\nu _{e}+{\overline {\nu }}_{\mu }}와 {\displaystyle \mu ^{-}\to e^{-}+{\overline {\nu }}_{e}+\nu _{\mu }}로 붕괴한다. {\displaystyle \mu ^{+}\to e^{+}+\gamma }, {\displaystyle \mu ^{-}\to e^{-}+\gamma }, {\displaystyle \mu ^{+}\to e^{+}+e^{-}+e^{+}}, {\displaystyle \mu ^{-}\to e^{-}+e^{+}+e^{-}}와 같이 중성미자 방출이 없는 붕괴는 매우 드물어 금지된 것으로 간주되며, 이러한 붕괴가 관찰되면 새로운 물리의 증거로 간주될 것이다. 여러 실험에서 {\displaystyle \mu ^{+}\to e^{+}\gamma }에 대해 Mu to E Gamma, Comet, Mu2e를, {\displaystyle \mu ^{+}\to e^{+}e^{-}e^{+}}에 대해 Mu3e를 통해 이러한 경로를 추구하고 있다.
CMS 실험에서는 {\displaystyle \tau \to 3\mu } 형태의 중성미자 없는 타우 변환을 탐색했다.

## 같이 보기
- 이중 베타 붕괴
- 하이델베르크-모스크바 논란
- 중성미자 없는 이중 전자 포획